# Betsy Westendorp-Osieck
Johanna Elisabeth (Betsy of Betsie) Westendorp-Osieck (Amsterdam, 29 december 1880 - aldaar, 1 maart 1968) was een Nederlands kunstschilderes. Ze behoorde tot de schildergroep de Amsterdamse Joffers. Behalve schilderes was zij ook aquarellist, etser, pastellist, illustrator en (pen)tekenaar.

## Leven en werk
Betsy Westendorp-Osieck werd als Johanna Elisabeth Osieck in 1880 in Amsterdam geboren als dochter van de koopman Philip Willem Osieck en Catharina Agnes Briel. Zij werd opgeleid aan de Teekenschool voor den Werkenden Stand te Amsterdam en aan de Rijksakademie van beeldende kunsten eveneens te Amsterdam. Westendorp-Osieck wordt gerekend tot de Amsterdamse Joffers, evenals de kunstenaressen Lizzy Ansingh, Jo Bauer-Stumpff, Ans van den Berg, Nelly Bodenheim, Marie van Regteren Altena, Coba Ritsema, Suze Robertson en Jacoba Surie. Vóór haar opleiding had zij al les gekregen van een andere Amsterdamse Joffer, Lizzy Ansingh. Haar eerste opdracht was het tekenen van een oorkonde bij de door Karel de Bazel gemaakte Amsterdamse wieg voor prinses Juliana in 1909.
Westendorp-Osieck was lid van verschillende kunstgezelschappen, zoals Arti et Amicitiae en de Vereeniging Sint Lucas in Amsterdam, Pulchri Studio in Den Haag en de Hollandse Aquarellisten Kring. Zij was als beeldend kunstenaar werkzaam in Amsterdam. Westendorp schilderde veel portretten. Als etser maakte zij een tiental illustraties in het door Bernard Houthakker in 1923 uitgegeven "Oude Amsterdamsche tuinhuizen". Zij maakte diverse reizen naar onder meer Amerika, België, Cambodja, Ceylon, Egypte, Frankrijk (Parijs) en Japan. Haar reisschetsen van haar reis in 1931 door Azië werden in zowel Amsterdam als in den Haag geëxposeerd. In 1932 verscheen haar verzameling etsen van oud-Hollandse gevelstenen. In 1933 publiceerde haar man Japan, waarin zes etsen van haar werden opgenomen. Haar naturalistisch-koloristische schilderstijl is, aldus het Rijksbureau voor Kunsthistorische Documentatie, beïnvloed door het impressionisme.

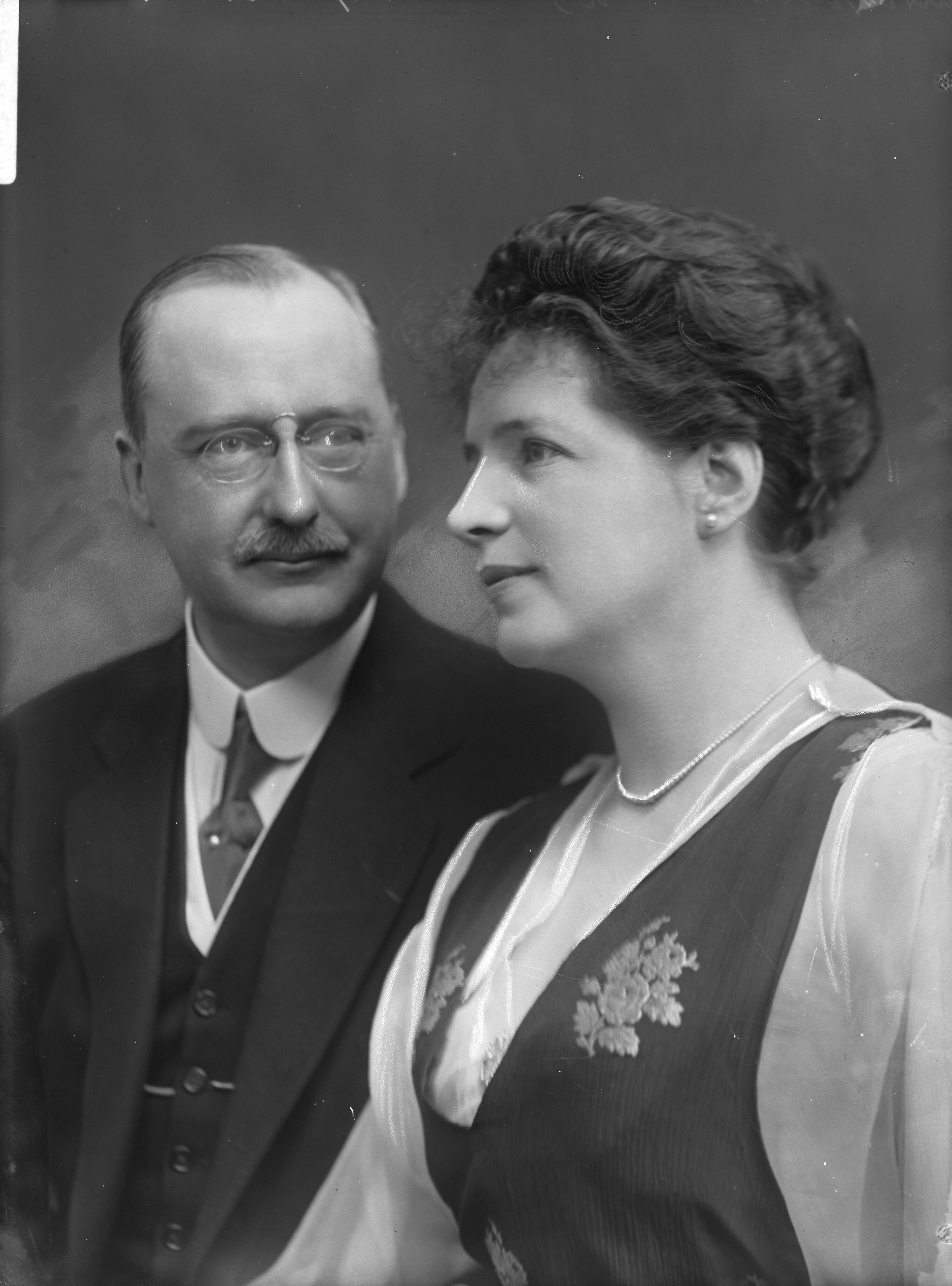
Westendorp-Osieck samen met haar echtgenoot Herman Karel Westendorp (1868-1941)

Het werk van Westendorp-Osieck werd meermalen bekroond. Tijdens de tentoonstelling "De Vrouw 1813-1913" werd haar inzending bekroond met een zilveren medaille. In 1915 won zij de Willink van Collenprijs, in 1930 won zij de Sint Lucasprijs, in 1936 de gouden medaille van de koningin en de gouden medaille tijdens de Wereldtentoonstelling van 1937 in Parijs. In 1956 kreeg zij de Zilveren Anjer opgespeld.
Zij trouwde op 21 juni 1917 met de effectenhandelaar mr. Herman Karel Westendorp. Westendorp-Osieck overleed in maart 1968 op 87-jarige leeftijd in haar woonplaats Amsterdam.

## Werk in openbare collecties (selectie)
- Centraal Museum, Utrecht
- Dordrechts Museum
- Musée du Jeu de Paume, Parijs
- Gemeentemuseum Den Haag
- Museum Boijmans Van Beuningen, Rotterdam
- Nationaal Museum, Belgrado
- Rijksmuseum Amsterdam[4]
- Stedelijk Museum Amsterdam
- Van Abbemuseum, Eindhoven